# بارلير (كاليفورنيا)
بارلير (بالإنجليزية: Parlier)‏ هي إحدى مدن مقاطعة فريسنو. تم إعطاءها لقب مدينة في 15 نوفمبر، 1921.

## جغرافيا
ووفقا لمكتب التعداد بالولايات المتحدة، مساحة المدينة إجماليا قدرها 2.2 ميلا مربعا أي 5.7 كم مربع

## مشاهير
- ريد آدامز، لاعب البيسبول ومدرب نصب للمراوغات لوس انجليس
- فيرن ميكلسن، قاعة الدوري الاميركي للمحترفين